# Wüstenrot Bausparkasse
Die Wüstenrot Bausparkasse AG ist eine private Bausparkasse mit Sitz in Kornwestheim. Ihre Anfänge gehen auf das Jahr 1921 zurück, als der methodistische Laienprediger Georg Kropp in Wüstenrot bei Heilbronn den Verein der Gemeinschaft der Freunde Wüstenrot (GdF) gründete, aus dem 1924 die Bausparkasse der Gemeinschaft der Freunde Wüstenrot, die heutige Wüstenrot Bausparkasse AG, hervorging. Im Jahr 2024 feierte die Bausparkasse Wüstenrot ihr 100-jähriges Bestehen und gilt als älteste Bausparkasse im deutschsprachigen Raum.
Nach der Höhe des Bausparneugeschäfts belegt Wüstenrot gemäß 2023 gemachten eigenen Angaben den zweiten Platz unter den privaten Bausparkassen.
Der Marktanteil der Wüstenrot Bausparkasse AG in Bezug auf die Anzahl der neu vermittelten Bausparverträge stieg von 14,8 % auf 16,1 %. Der Marktanteil der Wüstenrot Bausparkasse AG im Brutto-Neugeschäft nach Bausparsumme ging unter anderem wegen Tarifanpassungen bei anderen Wettbewerbern und daraus folgenden Schlussverkaufseffekten auf 13,2 % (Vj. 17,6 %) zurück.

## Unternehmensgeschichte
Der gelernte Drogist, Naturliebhaber, Guttempler und Schriftsteller Georg Kropp gründete 1921 die Gemeinschaft der Freunde Wüstenrot (GdF) in der württembergischen Ortschaft Wüstenrot bei Heilbronn. Im Gründungsprotokoll vom 22. Juli 1921 wird das Projekt so beschrieben:
„Auf Grundlage praktischen Tat-Christentums und praktischer Bodenreform aufgebaute Gemeinnützige Arbeits- und Lebensgemeinschaft zur Schaffung erleichterter Daseins- und Wohn-Möglichkeiten.“
Nach der Inflation bildete sich innerhalb des Vereins 1924 die Bausparkasse der Gemeinschaft der Freunde. Kropp war zeitgleich der Geschäftsführer der GdF, gab aber nach einem Jahr die Geschäftsführung ab und übernahm den Vorsitz des Aufsichtsrats. 1926 hatte sich die Belegschaft, die ursprünglich aus sechs Mitarbeitern bestand, auf etwa 300 Mitarbeiter verfünfzigfacht. 1930 wurde der Sitz des Unternehmens gegen den Willen Kropps von Wüstenrot nach Ludwigsburg verlegt. Daraufhin trat Georg Kropp von allen Ämtern zurück. Ab da signierte die „Gemeinschaft der Freunde Wüstenrot“ als „gemeinnützige G. m. b. H., Ludwigsburg/Württ.“ und warb im Sommer 1930:
„... alle 161 Minut. ein Eigenheim – finanzierte im Jahre 1929 die G. d. F. – In 5½ Jahren 141,8 Millionen RM für 9412 Eigenheime bereitgestellt. Als Bausparer der G. d. F. kann jeder ein unkündbares Darlehen zum Bau, Kauf od. Hypothekenablösung zu 4% Zins – mit Lebensversicherungsschutz – erhalten.“
Dazu das Foto eines Backsteinhauses in Würfelbauform, dahinter Wald.

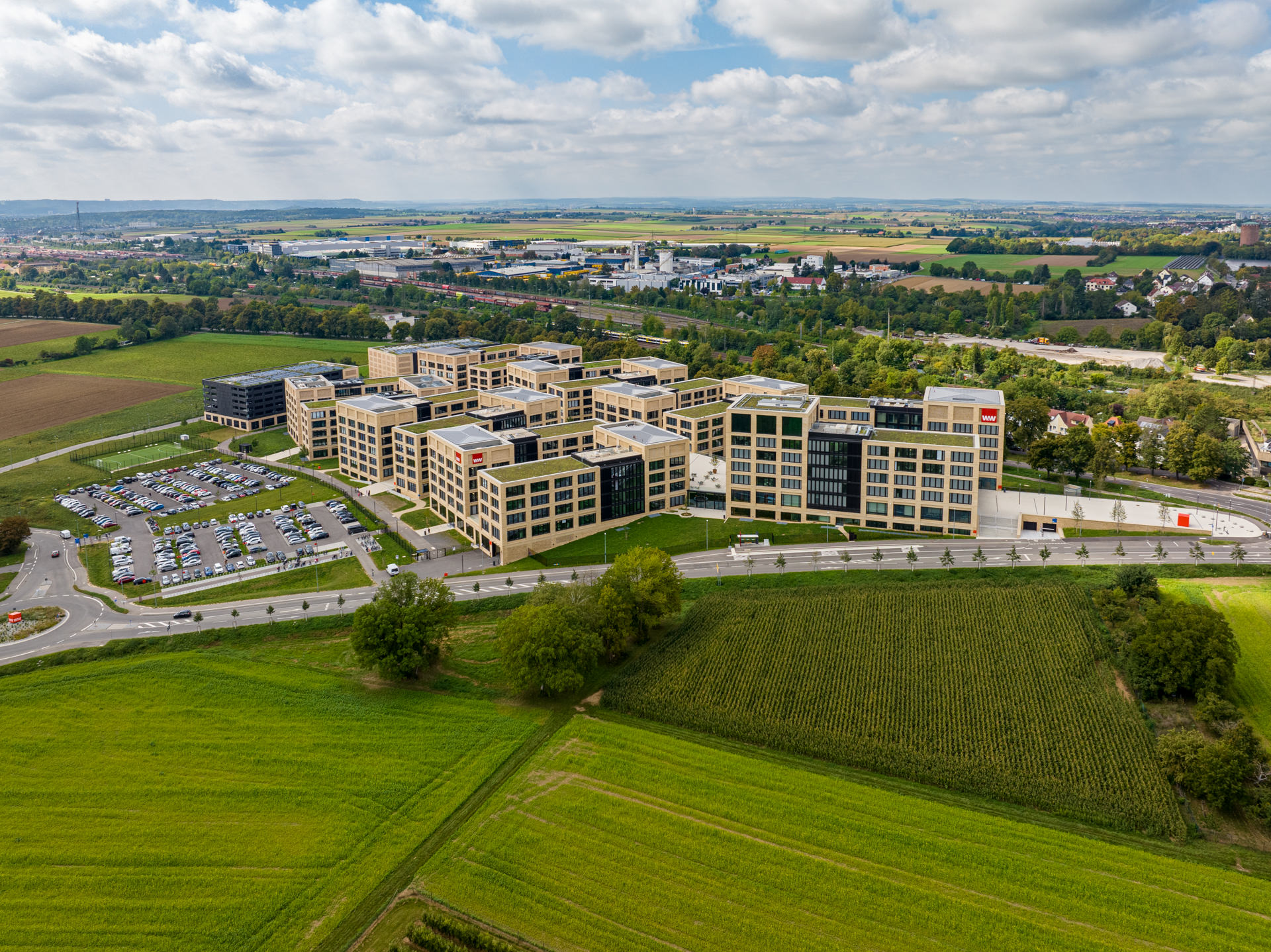
W&W Konzernzentrale Kornwestheim (W&W-Campus)

Nach dem Zweiten Weltkrieg wurde 1949 die Hausbau Wüstenrot gegründet, 1968 die Wüstenrot Bank. 1969 entstand unter dem Namen Wüstenrot Lebensversicherung eine Tochtergesellschaft für Lebensversicherungen. Diese Tochtergesellschaft wurde 2000 in die Württembergische Lebensversicherung integriert. Die 1994 gegründete Wüstenrot Hypothekenbank AG ging 2005 in der Wüstenrot Bank AG Pfandbriefbank auf.
Im Jahr 1999 fusionierten Wüstenrot und die Württembergische Versicherung AG zum neuen Unternehmen Wüstenrot & Württembergische AG (W&W-Konzern). Im September 2001 wurde die Leonberger Bausparkasse AG übernommen.
Anfang 2006 wechselte Alexander Erdland und Mitte 2006 Bernd Hertweck vom Konkurrenten Bausparkasse Schwäbisch Hall zu Wüstenrot & Württembergische. Alexander Erdland übernahm die Spitze des Konzerns, Bernd Hertweck wurde Vertriebsvorstand der Wüstenrot-Bausparkasse. In der Folge beschleunigte sich die Expansion der Wüstenrot Bausparkasse deutlich.
Am 29. September 2009 wurde die Vereinsbank Victoria Bauspar (VVB) auf die Wüstenrot Bausparkasse AG verschmolzen.  Die neue Wüstenrot Bausparkasse war in der Folge um rund ein Drittel größer. Mit rund drei Millionen Kunden, 3,5 Millionen Bausparverträgen mit 77 Milliarden Euro Bausparsumme und über 3.200 Innendienst-Mitarbeitern in Ludwigsburg und in den Filialen sowie rund 3.200 selbstständigen Außendienstpartnern gehörte das Unternehmen zu den vier größten Bausparkassen in Deutschland.
Am 8. Juli 2010 übernahm die Wüstenrot Bausparkasse AG die Allianz Dresdner Bauspar AG (ADB) rückwirkend zum 1. Januar 2010.
Seit Mitte 2013 vermittelt Wüstenrot die Finanzierungen seiner Kunden auch über den zur ING-Gruppe gehörenden Kreditvermittler Interhyp und konzentriert sich selbst auf Bausparen und handliche Finanzierungsbausteine.
2017 übernahm die Wüstenrot Bausparkasse das Baufinanzierungs- und Pfandbriefgeschäft der Wüstenrot Bank AG Pfandbriefbank. Damit ist Wüstenrot die erste Bausparkasse mit einem aktiven Pfandbriefgeschäft. Sie nutzt damit die Möglichkeit des Ende 2015 novellierten Bausparkassengesetzes und hat im Mai 2017 bereits einen Pfandbrief begeben. Sie bietet heute neben Baufinanzierung und Wertpapieren auch Spar- und Anlageprodukte an.
Ende 2018 schloss Wüstenrot einen Kaufvertrag zum Erwerb der Aachener Bausparkasse AG (ABAG) ab. Mit der Übernahme der ABAG ging Wüstenrot mit nahezu allen bisherigen Eigentümern der ABAG, die aus dem Versicherungsbereich stammten, langfristige Kooperationen im Bauspar- und Baufinanzierungsgeschäft ein und wurde deren exklusiver Produktpartner.
Die Wüstenrot & Württembergische AG hat zum 1. Juni 2019 ihre 100%ige Tochtergesellschaft Wüstenrot Bank AG Pfandbriefbank an die Oldenburgische Landesbank AG (Rechtsnachfolgerin der Bremer Kreditbank AG) veräußert. Begleitend dazu traten Kooperationsverträge zwischen Unternehmen der W&W-Gruppe einerseits und der OLB andererseits in Kraft.
Mit der zum 2. September 2024 vollendeten Übernahme der start:bausparkasse setzt Wüstenrot ihren Wachstumskurs und den Ausbau des Kooperationsgeschäftes fort. So besteht seit 1. Juli 2024 eine exklusive neue Vertriebskooperation mit der Südwestbank, deren Eigentümerin, die österreichische BAWAG P.S.K., Verkäuferin der start:bausparkasse war.

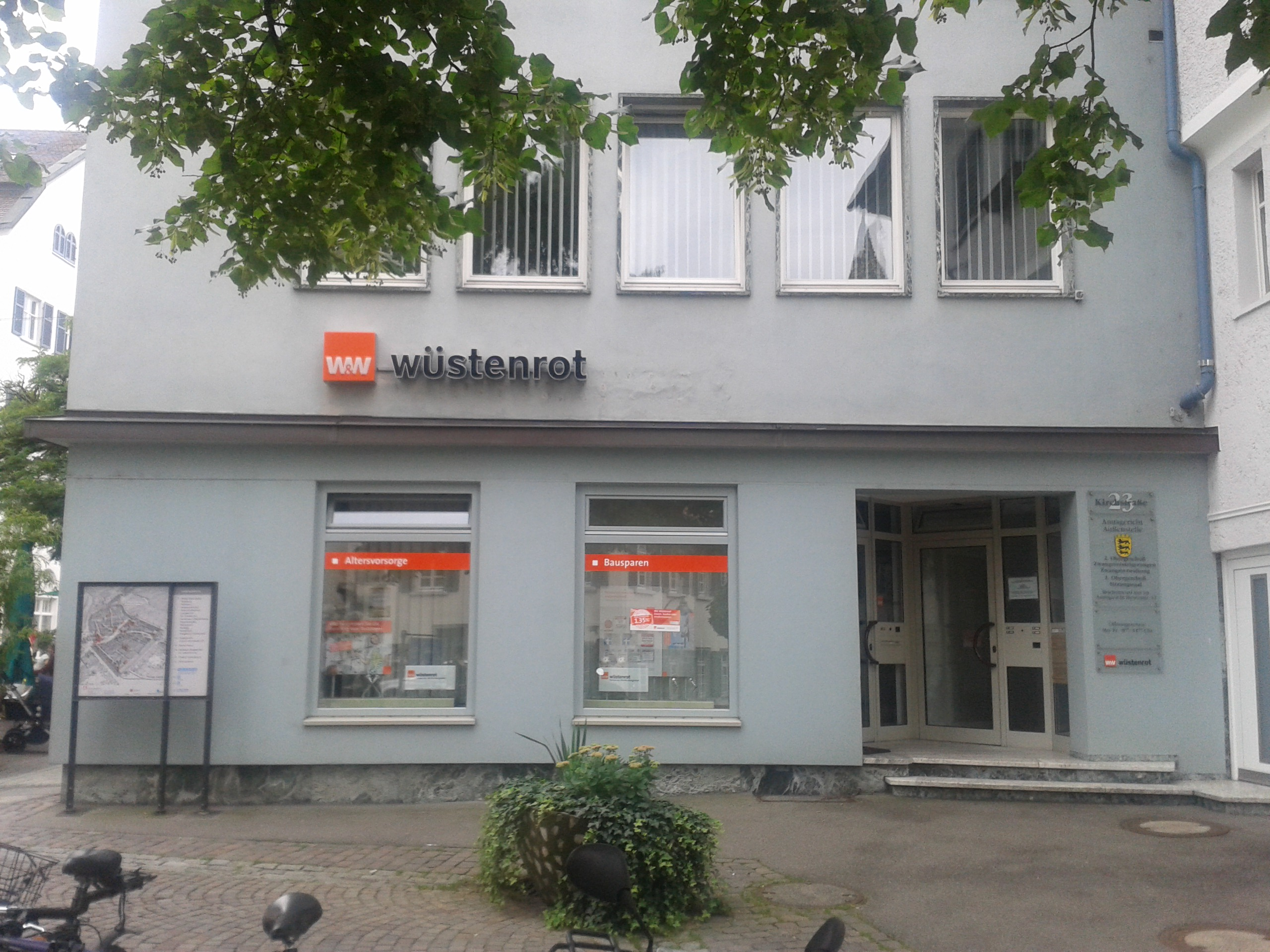
Wüstenrot Service-Center

Wüstenrot setzt beim Vertrieb seiner Produkte vor allem auf persönliche Beratung. Im Mittelpunkt steht hierbei der Wüstenrot-Ausschließlichkeitsvertrieb mit seinen bundesweit agierenden Beraterinnen und Beratern.
Darüber hinaus tragen zahlreiche Kooperationspartner aus dem Banken- und Versicherungssektor zum Geschäftserfolg bei. Mit der Commerzbank, der HypoVereinsbank (Member of UniCredit) und Santander zählen drei große Privatbankengruppen zu den Vertriebspartnern von Wüstenrot. Exklusive Vertriebsabkommen bestehen u. a. mit Allianz, der Oldenburgischen Landesbank und der ERGO Gruppe, HUK Coburg, LVM und der Gothaer Versicherung. Neben diesen bestehen noch Vereinbarungen mit weiteren Finanzdienstleistern, Finanzvertrieben, einer Vielzahl an Maklerpools und Einzelmaklern. Im Geschäftsjahr 2022 konnte mit der Nürnberger Versicherung ein weiterer namhafter Kooperationspartner gewonnen werden.

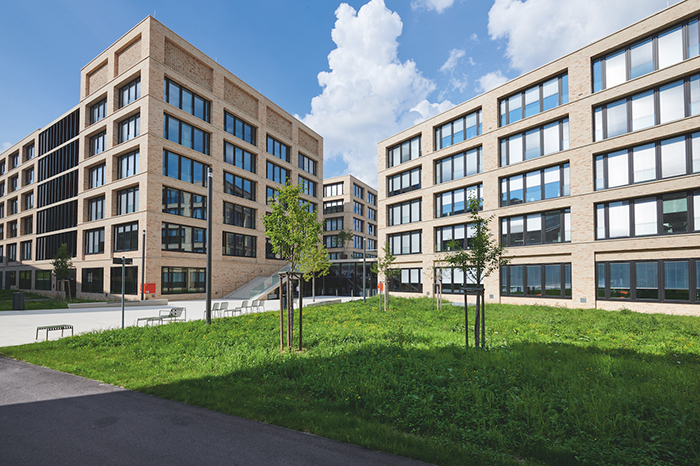
W&W-Campus Kornwestheim

Mit dem Bau des neuen W&W-Campus am Standort Kornwestheim investiert die Wüstenrot & Württembergische AG als Bauherrin in die Zukunft der Unternehmensgruppe. Der erste Bauabschnitt wurde ab Ende 2017 bezogen und ist seitdem in Betrieb, zeitgleich erfolgte der Realisierungsstart des zweiten Bauabschnitts. Mit dessen Fertigstellung stehen auf dem sechs Hektar großen Areal 4.000 moderne Büroarbeitsplätze plus 2.000 flexible Arbeitsorte an einem zukunfts- orientierten, gemeinsamen Standort der W&W-Gruppe zur Verfügung, sodass mehr als 6.000 Mitarbeiterinnen und Mitarbeiter hier arbeiten können.

## Nachhaltigkeit
Seit der Gründung 1924 setzt sich Wüstenrot für das Gemeinwohl des Einzelnen und der Gesellschaft ein.
Die (Marken-)Werte Engagement, Sicherheit und Individualität bestimmen alle Aktivitäten. Das Prinzip des Bausparens ist als Kollektivmodell bereits eine nachhaltige Investition zur finanziellen Vorsorge und trägt nachweislich zur Stabilisation des nationalen Finanzsystems (Gesellschaft) bei. Mit seinen Finanzprodukten gibt das Unternehmen allen die Möglichkeit, nachhaltig in die eigene Zukunft zu investieren und dadurch eigenen Wohnraum zu erlangen oder zu sanieren. Wüstenrot trägt mit den Tochtergesellschaften Wüstenrot Immobilien GmbH und Wüstenrot Haus- und Städtebau GmbH aktiv zur nachhaltigen Stadt- und Immobilienentwicklung bei.
Ihrem Grundverständnis von gesellschaftlicher Verantwortung entspricht die Wüstenrot Stiftung. Das Thema Nachhaltigkeit ist in der Wüstenrot & Württembergische AG, deren Mehrheitseigentümerin die Wüstenrot Stiftung ist, durch ein Sustainability-Board, einen Nachhaltigkeitsbeirat sowie einen Nachhaltigkeitsbeauftragten fest verankert. Als Unterzeichner der Charta der Vielfalt setzt sich Wüstenrot als Teil der W&W AG für mehr Diversität am Arbeitsplatz ein und fördert das Thema flexibles Arbeiten.

## Kritik
Das Unternehmen geriet Ende 2012 in die Kritik, weil es Kunden mit einem alten, hochverzinsten Bausparvertrag empfahl, diesen in einen neuen Tarif mit niedrigeren Zinsen umzuwandeln.
Im September 2013 kündigte das Unternehmen in einem weiteren Schritt über 15.000 Kunden (etwa 0,5 % des gesamten Vertragsbestands) einseitig den Bausparvertrag. Als Begründung wurde angegeben, dass die Verträge überspart seien, d. h. das eingezahlte Geld samt Zinsen überschreite die Bausparsumme und deshalb könne ein Darlehen auch nicht mehr vergeben werden. Dieses Verhalten sei „legitim und […] branchenüblich“ und wegen des Niedrigzinsumfelds auch „geschäftlich notwendig“. Laut Verbraucherschützern ist dies lediglich eine – dennoch legitime – Taktik, um sich von hochverzinsten Altverträgen zu befreien.
Im Oktober 2013 unterstützte die Interessengemeinschaft der Selbstständigen Kaufleute der Wüstenrot-Gruppe (ISKW) – ein Zusammenschluss von mehr als 1.000 Handelsvertretern der Wüstenrot Bausparkasse – die Kritik am Sparkurs der Bausparkasse und zeigte öffentlich vielfältige interne Missstände auf.